# Апостольский нунций в Аргентине
Апостольский нунций в Аргентинской Республике — дипломатический представитель Святого Престола в Аргентине. Данный дипломатический пост занимает церковно-дипломатический представитель Ватикана в ранге посла. Как правило, в Аргентине апостольский нунций является дуайеном дипломатического корпуса, так как Аргентина — католическая страна. Апостольская нунциатура в Аргентине была учреждена на постоянной основе в 1849 году. Её резиденция находится в Буэнос-Айресе, во дворце Фернандес Очорена.
В настоящее время Апостольским нунцием в Аргентине является архиепископ Мирослав Адамчик, назначенный Папой Франциском 22 февраля 2020 года.

## История
Апостольская делегатура Аргентины была создана в 1849 году. 14 октября 1884 года апостольский делегат Луиджи Матера был изгнан из страны и Аргентина разорвала дипломатические отношения со Святым Престолом. Они были восстановлены 15 января 1900 года с прибытием в Аргентину апостольского интернунция Антонио Сабатуччи. Апостольская нунциатура в Аргентине была учреждена в 1916 году и её резиденция находится в Буэнос-Айресе.

## Апостольские нунции в Аргентине

### Апостольские делегаты
- Людовико Мария Бези — (9 июля 1850 — 1851);
- Лоренцо Барили — (26 мая 1851 — 17 июня 1856 — назначен апостольским нунцием в Испании);
- Винсентиус Массони — (26 сентября 1856 — 16 июня 1857);
- Марино Марини — (16 июня 1857 — 1864 — назначен епископом Орвьето);
- Анджело Ди Пьетро — (28 декабря 1877 — 30 сентября 1879 — назначен апостольским интернунцием в Бразилии);
- Луиджи Матера — (30 марта 1882 — 14 октября 1884);
- разрыв дипломатических отношений (1884 — 1900).

### Апостольские интернунции
- Антонио Сабатуччи — (март 1900 — ноябрь 1906);
- Акилле Локателли — (22 ноября 1906 — 8 июля 1916 — назначен апостольским нунцием в Бельгии, Нидерландах и Люксембурге).

### Апостольские нунции
- Альберто Вассалло-Торрегросса — (2 мая 1916 — 6 августа 1920);
- Джованни Беда Кардинале — (25 июля 1922 — 29 августа 1925);
- Филиппо Кортези — (19 октября 1926 — 24 декабря 1936 — назначен апостольским нунцием в Польше);
- Джузеппе Фьетта — (20 января 1936 — 26 января 1953 — назначен апостольским нунцием в Италии);
- Марио Дзанин — (7 февраля 1953 — 4 августа 1958);
- Умберто Моццони — (20 сентября 1958 — 19 апреля 1969 — назначен апостольским нунцием в Бразилии);
- Лино Дзанини — (7 мая 1969 — март 1974);
- Пио Лаги — (27 апреля 1974 — 10 декабря 1980 — назначен апостольским делегатом в США);
- Убальдо Калабрези — (23 января 1981 — 4 марта 2000);
- Сантос Абриль-и-Кастельо — (4 марта 2000 — 9 апреля 2003 — назначен апостольским нунцием в Боснии и Герцеговине, Македонии и Словении);
- Адриано Бернардини — (26 апреля 2003 — 15 ноября 2011 — назначен апостольским нунцием в Италии и в Республику Сан-Марино);
- Эмиль-Поль Шерриг — (5 января 2012 — 13 сентября 2017 — назначен апостольским нунцием в Италии и в Республику Сан-Марино);
- Леон Каленга Бадикебеле — (17 марта 2018 — 12 июня 2019, до смерти);
- Мирослав Адамчик — (22 февраля 2020 — по настоящее время).